# Eccymatoge morphna
Eccymatoge morphna es una especie de polilla de la familia Geometridae. La especie fue descrita por primera vez por Alfred Jefferis Turner habiendo sido descrita en 1922. Es una de más de 1300 especies de geométridos con distribución en Australia. El sintipo de la especie fue descrita en las faldas del Monte Kosciuszko, a 3500 pies (1066,8 m) sobre el nivel del mar. Es una polilla mediana con una envergadura de 27 a 34 milímetros (1,1 a 1,3 plg).